# مارشال تراس (مینیاپولیس)
مارشال تراس (به انگلیسی: Marshall Terrace) یک منطقهٔ مسکونی در ایالات متحده آمریکا است که در مینیاپولیس واقع شده‌است. مارشال تراس ۱٬۳۸۱ نفر جمعیت دارد.